# حشره‌خوار اقیانوس آرام
 حشره‌خوار اقیانوس آرام (نام علمی: Sorex pacificus) نام یک گونه از سرده حشره‌خوارهای دم‌دراز است.